# غويارة سنغالية
الغويارة السنغالية (الاسم العلمي:Guiera senegalensis) هي نوع نباتي يتبع جنس الهليلج من الفصيلة القمبريطية.